# Leucochrysa (Nodita) sulcata
Leucochrysa (Nodita) sulcata is een insect uit de familie van de gaasvliegen (Chrysopidae), die tot de orde netvleugeligen (Neuroptera) behoort. 
Leucochrysa (Nodita) sulcata is voor het eerst wetenschappelijk beschreven door Navás in 1921.